# Xã Wilkesville, Quận Vinton, Ohio
Xã Wilkesville (tiếng Anh: Wilkesville Township) là một xã thuộc quận Vinton, tiểu bang Ohio, Hoa Kỳ. Năm 2010, dân số của xã này là 895 người.